# Fritz Puppel

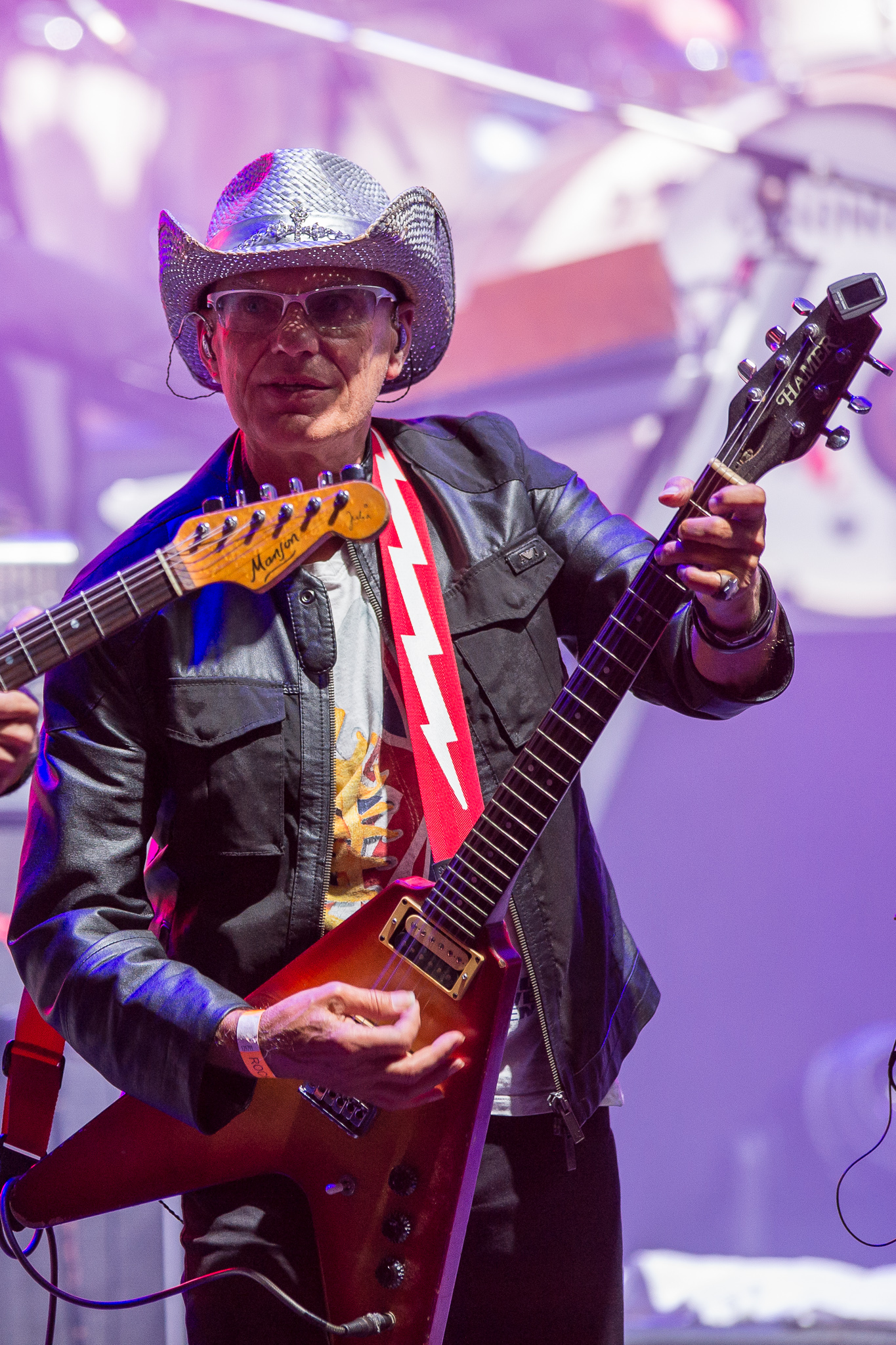
Fritz Puppel (2016)

Fritz Puppel (* 2. November 1944 in Sprottau, Kreis Sprottau, Provinz Niederschlesien; † 10. Februar 2024) war ein deutscher Musiker, Gitarrist und Komponist. Er war Mitglied der Musikgruppe City.

## Leben
Fritz Puppel absolvierte nach seinem Schulabschluss zunächst eine Ausbildung zum Werkzeugmacher. Er gehörte von 1963 bis 1965 gemeinsam mit Dieter Birr von den Puhdys der Ost-Berliner Beatband Lunics an und sammelte dort erste musikalische Erfahrungen. Von Mai 1965 bis zum November 1966 leistete Puppel seinen Grundwehrdienst bei der Nationalen Volksarmee ab. Danach studierte er von 1966 bis 1970 an der Humboldt-Universität zu Berlin und legte sein Diplom als Lehrer für Polytechnik ab. Er holte zudem sein Abitur an einer Abendschule nach. Nebenbei besuchte er ab 1969 die Musikschule Friedrichshain in Berlin-Friedrichshain und ließ sich im Gitarrenspiel unterrichten. Nach der Abschlussprüfung im Jahr 1973 unterrichtete Puppel als Lehrer an der Musikschule und war ab 1975 als Lehrbeauftragter an der Hochschule für Musik „Hanns Eisler“ Berlin tätig.
Mit Klaus Selmke gründete er im Jahr 1972 die City Band Berlin, die 1974 als City Rock Band bekannt wurde und sich ab 1975 City nannte. Puppel spielte dort Gitarre und komponierte zahlreiche Hits der Band. Anfang der 1990er-Jahre gründete Puppel mit Toni Krahl die Plattenfirma K&P Music, die Alben von City und zahlreichen weiteren ostdeutschen Bands und Musikern wie Karat, Keimzeit und André Herzberg veröffentlichte. Ein jährlich stattfindendes Weihnachtsessen für Obdachlose in Berlin, das durch Frank Zander organisiert wird, unterstützte Puppel neben weiteren Prominenten.
Fritz Puppel starb am 10. Februar 2024 im Alter von 79 Jahren.